# Ahmet Güler
Ahmet Güler (* 1957 in Trabzon, Türkei) ist ein deutscher Unternehmer.

## Leben und Karriere
Güler kam nach seinem wirtschaftswissenschaftlichen Studium an der Universität Hacettepe in Ankara 1980 nach Deutschland, um seine Promotion in Göttingen abzuschließen. Sein Engagement begann in Deutschland Ende der 1980er Jahre mit der Gründung des Türkisch-Deutschen Unternehmerverbandes (TDU) und fand seine Fortsetzung in der Gründung des Dachverbandes türkischer Unternehmer TIDAF im Jahr 1993, für den er sieben Jahre lang als stellvertretender Vorsitzender tätig war. Seit August 2000 ist er Vorsitzender im Bund Türkisch-Europäischer Unternehmer (BTEU).
Er gehörte mit zu den ersten, die in den 1980er-Jahren als aus dem Ausland kommende Unternehmer Ausbildungsplätze in Deutschland angeboten haben. Auch hier sieht er ein noch erhebliches Informationsdefizit sowohl auf deutscher als auch auf türkischer Seite. So könnte die Zahl der Ausbildungsplätze bei derzeit 65.000 türkischstämmigen Unternehmern, von denen 20 % ausbilden, durch eine zielgerichtete Beratung um mindestens 10.000 Ausbildungsplätze gesteigert werden. Der Verband BTEU sieht in der Akquise von Ausbildungsplätzen ein wichtiges Aufgabenfeld entsprechende Projekte anzuschieben. Weitere Bemühungen gingen in die Richtung eine offizielle Türkisch–Deutsche Industrie- und Handelskammer zu gründen. Seit 2004 gibt es diese offizielle TD-IHK mit einem Vorsitzenden aus seinem Team. Auch eine Schnittstelle zur Koordinierung der Unternehmensnachfolge und die Stärkung von Migrantenbetrieben im Rahmen eines EU-Projektes stehen auf dem Programm. Mit der europäischen Plattform – einem Internetforum mit über tausend Vereinen und Mitgliedern – konnte der BTEU dank Gülers Engagement und Initiative seinen Wirkungskreis auf die europäischen Ebene ausdehnen.